# Hannoverscher Sportverein von 1896 2000-2001
Questa voce raccoglie le informazioni riguardanti l'Hannoverscher Sportverein von 1896 nelle competizioni ufficiali della stagione 2000-2001.

## Stagione
Nella stagione 2000-2001 l'Hannover, allenato da Horst Ehrmantraut e Stanislav Levý, concluse il campionato di 2. Bundesliga al 9º posto. In Coppa di Germania l'Hannover fu eliminato agli ottavi di finale dallo Stoccarda.

## Rosa
| N. |                      | Ruolo | Calciatore         |
| -- | -------------------- | ----- | ------------------ |
| 1  | Germania (bandiera)  | P     | Jörg Sievers       |
| 2  | Germania (bandiera)  | D     | Carsten Linke      |
| 3  | Germania (bandiera)  | D     | Oliver Schäfer     |
| 4  | Benin (bandiera)     | D     | Moudachirou Amadou |
| 5  | Germania (bandiera)  | D     | Mirko Baschetti    |
| 6  | Germania (bandiera)  | D     | Holger Ballwanz    |
| 7  | Lituania (bandiera)  | A     | Igoris Morinas     |
| 8  | Albania (bandiera)   | C     | Altin Lala         |
| 9  | Germania (bandiera)  | A     | Daniel Stendel     |
| 10 | Rep. Ceca (bandiera) | C     | Jan Šimák          |
| 11 | Senegal (bandiera)   | A     | Babacar N'Diaye    |
| 12 | Germania (bandiera)  | D     | Michael Molata     |
| 13 | Germania (bandiera)  | A     | Mirko Ullmann      |
| 14 | Rep. Ceca (bandiera) | A     | Jiří Kaufman       |

| N. |                                | Ruolo | Calciatore            |
| -- | ------------------------------ | ----- | --------------------- |
| 16 | Germania (bandiera)            | C     | Nico Däbritz          |
| 17 | RD del Congo (bandiera)        | C     | Michél Mazingu-Dinzey |
| 18 | Croazia (bandiera)             | C     | Danijel Štefulj       |
| 20 | Germania (bandiera)            | D     | Marco Rose            |
| 21 | Stati Uniti (bandiera)         | D     | Steve Cherundolo      |
| 22 | Francia (bandiera)             | C     | Mourad Bounoua        |
| 23 | Tunisia (bandiera)             | D     | Fahed Dermech         |
| 24 | Senegal (bandiera)             | A     | Salif Keïta           |
| 26 | Germania (bandiera)            | P     | Heinz Müller          |
| 27 | Germania (bandiera)            | P     | Timo Ochs             |
| 28 | Togo (bandiera)                | A     | Sherif Toure          |
| 30 | Germania (bandiera)            | D     | Guido Gorges          |
| 31 | Serbia e Montenegro (bandiera) | C     | Nebojša Krupniković   |

## Organigramma societario
Area tecnica
- Allenatore: Ralf Rangnick
- Allenatore in seconda:
- Preparatore dei portieri:
- Preparatori atletici: Edward Kowalczuk

## Calciomercato

### Sessione estiva
| Acquisti | Acquisti              | Acquisti               | Acquisti |
| R.       | Nome                  | da                     | Modalità |
| -------- | --------------------- | ---------------------- | -------- |
| D        | Moudachirou Amadou    | Karlsruhe              |          |
| D        | Holger Ballwanz       | Wolfsburg              |          |
| C        | Nico Däbritz          | Wolfsburg              |          |
| D        | Fahed Dermech         | Eintracht Braunschweig |          |
| A        | Jiří Kaufman          | Drnovice               |          |
| C        | Michél Mazingu-Dinzey | Monaco 1860            |          |
| D        | Michael Molata        | Karlsruhe              |          |
| D        | Marco Rose            | Lokomotive Lipsia      |          |
| D        | Oliver Schäfer        | Beşiktaş               |          |
| C        | Jan Šimák             | Chmel Blšany           |          |
| C        | Guido Spork           | Osnabrück              |          |
| A        | Mirko Ullmann         | Chemnitz               |          |

| Cessioni | Cessioni             | Cessioni          | Cessioni |
| R.       | Nome                 | a                 | Modalità |
| -------- | -------------------- | ----------------- | -------- |
| C        | Guido Spork          | Osnabrück         |          |
| D        | Stefan Blank         | Stoccarda         |          |
| A        | Mike Busch           | Wolfsburg         |          |
| D        | Harald Gärtner       | Admira Wacker M.  |          |
| C        | Sebastian Kehl       | Friburgo          |          |
| C        | Andrzej Kobylański   | Energie Cottbus   |          |
| C        | Markus Kreuz         | Colonia           |          |
| A        | Goran Milovanovic    | Duisburg          |          |
| C        | Darlington Omodiagbe | Duisburg          |          |
| C        | Srebrenko Posavec    | Slaven Belupo     |          |
| D        | Bastian Reinhardt    | Arminia Bielefeld |          |
| C        | Dzevdet Sainoski     | B.93              |          |
| A        | Ayhan Tumani         | Hatayspor         |          |

### Sessione invernale
| Acquisti | Acquisti            | Acquisti       | Acquisti |
| R.       | Nome                | da             | Modalità |
| -------- | ------------------- | -------------- | -------- |
| D        | Guido Gorges        | Greuther Fürth |          |
| C        | Nebojša Krupniković | Chemnitz       |          |

| Cessioni | Cessioni | Cessioni | Cessioni |
| R.       | Nome     | a        | Modalità |
| -------- | -------- | -------- | -------- |

## Risultati

### 2. Bundesliga

#### Girone di andata
| Arbitro: | Heynemann |

|             |           |             |
| Morinas 50’ | Marcatori | 64’ Driller |

| Arbitro: | Keßler |

|  |           |                  |
|  | Marcatori | 68’, 82’ Stendel |

| Arbitro: | Margenberg |

|                   |           |              |
| Peters 61’ (aut.) | Marcatori | 10’ Feinbier |

| Arbitro: | Wezel |

|                      |           |             |
| Choji 43’ Bender 89’ | Marcatori | 46’ Kaufman |

| Arbitro: | Scheppe |

|                              |           |  |
| Morinas 58’ Bounoua 75’, 89’ | Marcatori |  |

| Arbitro: | Fleischer |

|  |           |             |
|  | Marcatori | 90’ Stendel |

| Arbitro: | Kinhöfer |

|                                                        |           |            |
| Stendel 1’ Lala 2’ Štefulj 51’ Bounoua 62’ Däbritz 86’ | Marcatori | 32’ Becker |

| Arbitro: | Wagner |

|                                              |           |                                                  |
| Rösler 41’ Scharinger 55’ Leandro 90’ (rig.) | Marcatori | 50’ (rig.) Däbritz 84’ Morinas 86’ (rig.) Molata |

| Arbitro: | Kreyer |

|             |           |  |
| Morinas 64’ | Marcatori |  |

| Oberhausen 29 ottobre 2000, ore 15:00 CEST 10ª giornata | RW Oberhausen | 0 – 0 referto | Hannover 96 | Niederrheinstadion (7 154 spett.)\| Arbitro: \| Wezel \| |
| Arbitro:                                                | Wezel         |               |             |                                                          |

| Arbitro: | Kammerer |

|  |           |                                       |
|  | Marcatori | 49’ (rig.) Kovačević 73’ (aut.) Linke |

| Arbitro: | Anklam |

|  |           |                       |
|  | Marcatori | 57’ Štefulj 65’ Šimák |

| Arbitro: | Perl |

|                                            |           |                            |
| Šimák 1’, 16’ Mazingu-Dinzey 40’ Linke 71’ | Marcatori | 5’ Labbadia 86’ Wichniarek |

| Arbitro: | Schmidt |

|  |           |                                                      |
|  | Marcatori | 12’ Mazingu-Dinzey 19’ Štefulj 30’ Stendel 72’ Šimák |

| Arbitro: | Sippel |

|                                 |           |  |
| Dermech 30’ (aut.) van Lent 89’ | Marcatori |  |

| Arbitro: | Kinhöfer |

|           |           |            |
| Šimák 11’ | Marcatori | 68’ Lotter |

| Arbitro: | Scheppe |

|                           |           |            |
| Surmann 10’ Škarabela 65’ | Marcatori | 81’ Molata |

#### Girone di ritorno
| Arbitro: | Lange |

|                                              |           |                |
| Gomis 23’ Nikl 44’ Driller 80’ Krzynówek 83’ | Marcatori | 22’, 75’ Linke |

| Hannover 26 gennaio 2001, ore 19:00 CET 19ª giornata | Hannover 96 | 0 – 0 referto | Chemnitz | Niedersachsenstadion (9 262 spett.)\| Arbitro: \| Margenberg \| |
| Arbitro:                                             | Margenberg  |               |          |                                                                 |

| Arbitro: | Berg |

|                      |           |             |
| Arnold 75’ Krohm 83’ | Marcatori | 71’ Štefulj |

| Arbitro: | Koop |

|                                       |           |  |
| Tiéku 41’ (aut.) Štefulj 49’ Lala 69’ | Marcatori |  |

| Arbitro: | Fröhlich |

|                     |           |           |
| Klausz 3’ Teber 69’ | Marcatori | 59’ Linke |

| Arbitro: | Keßler |

|           |           |               |
| Keïta 90’ | Marcatori | 68’ Brinkmann |

| Arbitro: | Aust |

|                                            |           |  |
| Malchow 21’ (rig.) Djappa 27’ Hoffmann 88’ | Marcatori |  |

| Arbitro: | Pickel |

|                         |           |  |
| Bounoua 21’ Štefulj 71’ | Marcatori |  |

| Arbitro: | Späker |

|                      |           |  |
| Keuler 14’ Raspe 51’ | Marcatori |  |

| Arbitro: | Wagner |

|                                       |           |  |
| Däbritz 46’ (rig.) Lala 66’ Šimák 72’ | Marcatori |  |

| Arbitro: | Gagelmann |

|                  |           |             |
| Güvenışık 2’, 8’ | Marcatori | 36’ Bounoua |

| Arbitro: | Berg |

|               |           |                                      |
| Šimák 9’, 12’ | Marcatori | 29’, 34’ Thurk 61’ N'Kufo 82’ Ziemer |

| Arbitro: | Schößling |

|                                                    |           |                              |
| Wichniarek 33’ (rig.), 34’, 51’, 60’ Klitzpera 70’ | Marcatori | 55’ (rig.) Šimák 71’ Kaufman |

| Hannover 27 aprile 2001, ore 19:00 CEST 31ª giornata | Hannover 96 | 0 – 0 referto | Alemannia Aquisgrana | Niedersachsenstadion (5 469 spett.)\| Arbitro: \| Wezel \| |
| Arbitro:                                             | Wezel       |               |                      |                                                            |

| Hannover 7 maggio 2001, ore 20:15 CEST 32ª giornata | Hannover 96 | 0 – 0 referto | Borussia M'gladbach | Niedersachsenstadion (16 648 spett.)\| Arbitro: \| Kircher \| |
| Arbitro:                                            | Kircher     |               |                     |                                                               |

| Arbitro: | Fleischer |

|                              |           |                         |
| Stanislawski 51’ Klasnić 82’ | Marcatori | 14’ Schäfer 30’ Kaufman |

| Arbitro: | Steinborn |

|                  |           |             |
| Kaufman 10’, 65’ | Marcatori | 56’ Azzouzi |

### Coppa di Germania
| Arbitro: | Anklam |

|  |           |             |
|  | Marcatori | 40’ Štefulj |

| Arbitro: | Albrecht |

|                     |           |               |
| Lala 3’ Štefulj 74’ | Marcatori | 54’ Arvidsson |

| Arbitro: | Stark |

|                              |           |           |
| Dundee 7’ Balăkov 56’ (rig.) | Marcatori | 52’ Šimák |

## Statistiche

### Statistiche di squadra
| Competizione      | Punti | In casa | In casa | In casa | In casa | In casa | In casa | In trasferta | In trasferta | In trasferta | In trasferta | In trasferta | In trasferta | Totale | Totale | Totale | Totale | Totale | Totale | DR |
| Competizione      | Punti | G       | V       | N       | P       | Gf      | Gs      | G            | V            | N            | P            | Gf           | Gs           | G      | V      | N      | P      | Gf     | Gs     | DR |
| ----------------- | ----- | ------- | ------- | ------- | ------- | ------- | ------- | ------------ | ------------ | ------------ | ------------ | ------------ | ------------ | ------ | ------ | ------ | ------ | ------ | ------ | -- |
| 2. Bundesliga     | 46    | 17      | 8       | 7       | 2       | 29      | 14      | 17           | 4            | 3            | 10           | 23           | 31           | 34     | 12     | 10     | 12     | 52     | 45     | +7 |
| Coppa di Germania | -     | 1       | 1       | 0       | 0       | 2       | 1       | 2            | 1            | 0            | 1            | 2            | 2            | 3      | 2      | 0      | 1      | 4      | 3      | +1 |
| Totale            | 46    | 18      | 9       | 7       | 2       | 31      | 15      | 19           | 5            | 3            | 11           | 25           | 33           | 37     | 14     | 10     | 13     | 56     | 48     | +8 |

### Andamento in campionato
| Giornata  | 1 | 2 | 3 | 4  | 5 | 6 | 7 | 8 | 9 | 10 | 11 | 12 | 13 | 14 | 15 | 16 | 17 | 18 | 19 | 20 | 21 | 22 | 23 | 24 | 25 | 26 | 27 | 28 | 29 | 30 | 31 | 32 | 33 | 34 |
| --------- | - | - | - | -- | - | - | - | - | - | -- | -- | -- | -- | -- | -- | -- | -- | -- | -- | -- | -- | -- | -- | -- | -- | -- | -- | -- | -- | -- | -- | -- | -- | -- |
| Luogo     | C | T | C | T  | C | T | C | T | C | T  | C  | T  | C  | T  | T  | C  | T  | T  | C  | T  | C  | T  | C  | T  | C  | T  | C  | T  | C  | T  | C  | C  | T  | C  |
| Risultato | N | V | N | P  | V | V | V | N | V | N  | P  | V  | V  | V  | P  | N  | P  | P  | N  | P  | V  | P  | N  | P  | V  | P  | V  | P  | P  | P  | N  | N  | N  | V  |
| Posizione | 8 | 3 | 9 | 10 | 8 | 5 | 3 | 3 | 2 | 2  | 3  | 2  | 2  | 2  | 2  | 2  | 3  | 4  | 6  | 7  | 5  | 6  | 8  | 9  | 8  | 10 | 8  | 10 | 10 | 12 | 12 | 12 | 11 | 9  |

Legenda:

Luogo: C = Casa; T = Trasferta. Risultato: V = Vittoria; N = Pareggio; P = Sconfitta.

### Statistiche dei giocatori
| Giocatore         | 2. Bundesliga | 2. Bundesliga | 2. Bundesliga | 2. Bundesliga | Coppa di Germania | Coppa di Germania | Coppa di Germania | Coppa di Germania | Totale   | Totale | Totale      | Totale     |
| Giocatore         | Presenze      | Reti          | Ammonizioni   | Espulsioni    | Presenze          | Reti              | Ammonizioni       | Espulsioni        | Presenze | Reti   | Ammonizioni | Espulsioni |
| ----------------- | ------------- | ------------- | ------------- | ------------- | ----------------- | ----------------- | ----------------- | ----------------- | -------- | ------ | ----------- | ---------- |
| M. Amadou         | 29            | 0             | 7             | 2             | 2                 | 0                 | 0                 | 0                 | 31       | 0      | 7           | 2          |
| H. Ballwanz       | 3             | 0             | 1             | 0             | 1                 | 0                 | 1                 | 0                 | 4        | 0      | 2           | 0          |
| M. Baschetti      | 4             | 0             | 0             | 0             | 1                 | 0                 | 0                 | 0                 | 5        | 0      | 0           | 0          |
| M. Bounoua        | 30            | 5             | 1             | 0             | 3                 | 0                 | 0                 | 0                 | 33       | 5      | 1           | 0          |
| S. Cherundolo     | 18            | 0             | 0             | 0             | 1                 | 0                 | 0                 | 0                 | 19       | 0      | 0           | 0          |
| F. Dermech        | 30            | 0             | 6             | 0             | 2                 | 0                 | 0                 | 0                 | 32       | 0      | 6           | 0          |
| N. Däbritz        | 20            | 3             | 2             | 1             | 2                 | 0                 | 0                 | 0                 | 22       | 3      | 2           | 1          |
| G. Gorges         | 9             | 0             | 1             | 0             | 0                 | 0                 | 0                 | 0                 | 9        | 0      | 1           | 0          |
| J. Kaufman        | 9             | 5             | 0             | 0             | 1                 | 0                 | 1                 | 0                 | 10       | 5      | 1           | 0          |
| S. Keïta          | 9             | 1             | 0             | 0             | 0                 | 0                 | 0                 | 0                 | 9        | 1      | 0           | 0          |
| N. Krupniković    | 3             | 0             | 0             | 0             | 0                 | 0                 | 0                 | 0                 | 3        | 0      | 0           | 0          |
| A. Lala           | 31            | 3             | 5             | 1             | 2                 | 1                 | 0                 | 0                 | 33       | 4      | 5           | 1          |
| C. Linke          | 32            | 4             | 11            | 0             | 3                 | 0                 | 2                 | 0                 | 35       | 4      | 13          | 0          |
| M. Mazingu-Dinzey | 13            | 2             | 2             | 1             | 3                 | 0                 | 0                 | 0                 | 16       | 2      | 2           | 1          |
| M. Molata         | 24            | 2             | 5             | 0             | 2                 | 0                 | 1                 | 0                 | 26       | 2      | 6           | 0          |
| I. Morinas        | 25            | 4             | 1             | 1             | 3                 | 0                 | 0                 | 0                 | 28       | 4      | 1           | 1          |
| H. Müller         | 4             | 0             | 1             | 0             | 0                 | 0                 | 0                 | 0                 | 4        | 0      | 1           | 0          |
| B. N'Diaye        | 0             | 0             | 0             | 0             | 0                 | 0                 | 0                 | 0                 | 0        | 0      | 0           | 0          |
| T. Ochs           | 0             | 0             | 0             | 0             | 0                 | 0                 | 0                 | 0                 | 0        | 0      | 0           | 0          |
| M. Rose           | 10            | 0             | 1             | 1             | 0                 | 0                 | 0                 | 0                 | 10       | 0      | 1           | 1          |
| O. Schäfer        | 29            | 1             | 6             | 1             | 3                 | 0                 | 1                 | 0                 | 32       | 1      | 7           | 1          |
| J. Sievers        | 30            | 0             | 0             | 0             | 3                 | 0                 | 0                 | 0                 | 33       | 0      | 0           | 0          |
| D. Stendel        | 31            | 5             | 4             | 0             | 3                 | 0                 | 0                 | 0                 | 34       | 5      | 4           | 0          |
| S. Toure          | 3             | 0             | 0             | 0             | 0                 | 0                 | 0                 | 0                 | 3        | 0      | 0           | 0          |
| M. Ullmann        | 8             | 0             | 0             | 0             | 0                 | 0                 | 0                 | 0                 | 8        | 0      | 0           | 0          |
| J. Šimák          | 30            | 9             | 2             | 0             | 3                 | 1                 | 1                 | 0                 | 33       | 10     | 3           | 0          |
| D. Štefulj        | 33            | 6             | 7             | 0             | 3                 | 2                 | 0                 | 0                 | 36       | 8      | 7           | 0          |